# GBU-49
La GBU-49 est une bombe développée par Raytheon. C'est une bombe de 500 livres (+/- 225 kg) composée d'un corps de bombe Mk-82 et d'un prêt-à-monter Enhanced Paveway II, permettant le tir de tout temps.

## Caractéristiques

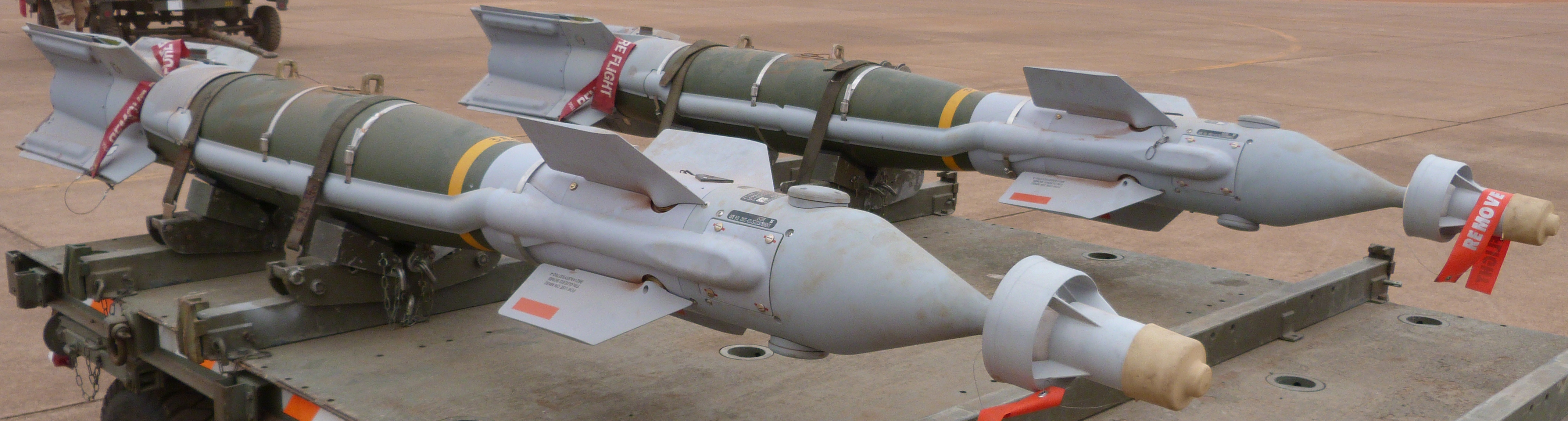
GBU-49 sur un chariot

La première version de la GBU-49 dispose d'un kit de guidage permettant l’utilisation du GPS/INS et/ou de l'illumination laser. La seconde version est une mise à niveau qui offre en plus la capacité air burst, fonctionnalité qui permet à la munition d'exploser à une hauteur déterminée par l'utilisateur et d'augmenter ainsi la létalité sur des troupes à découvert ou des véhicules faiblement blindés, tout en gardant les types de guidage GPS/INS et/ou Laser. La précision est métrique et permet donc de réduire le risque de dommages collatéraux.
L'opérateur dispose d'un boitier en cabine dans lequel il entre les coordonnées de l'objectif ainsi que les contraintes désirées (cap d'arrivée, pente à l'impact, hauteur d'explosion à l'impact). Ce boitier transfère les informations à la munition. L'opérateur obtient en retour les informations sur le domaine de tir. La bombe peut être tirée par tous les temps sur des cibles fixes (bâtiments, dépôts de munitions ou de carburant, etc.) en mode GPS/INS ou, par beau temps, en guidage laser sur des cibles mobiles ou fixes.
Notons un usage dans la lutte contre un feu de forêt  par l'aviation suédoise le 25 juillet 2018 où l'effet de souffle a réussi à éteindre des feux à cent mètres de l'explosion.

## Utilisation dans l'Armée française
Cette munition était utilisée par l'Armée de l'air sur le Mirage 2000D et par l'Aéronavale sur le Super-Étendard. La première utilisation opérationnelle de la bombe a eu lieu en Afghanistan en mai 2008 (détachement de la Marine à Kandahar) avant d'être à nouveau utilisée lors de l'opération Harmattan en 2011 en Libye et de l'opération Serval en 2013 au Mali.
Début juillet 2012, le constructeur annonçait le succès du premier tir d'essai d'une bombe GBU-49 Enhanced Paveway II, réalisé à partir d'un Rafale de l'Aéronavale.